# Woden Valley

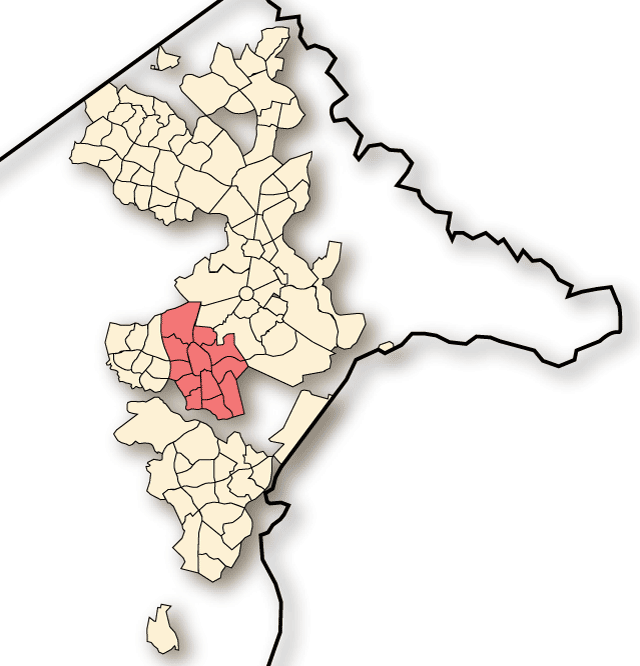
Lage von Woden Valley

Woden Valley ist ein Stadtbezirk von Canberra, der Hauptstadt Australiens. Er ist 28,6 km² groß und umfasst zwölf Stadtteile mit insgesamt 32.261 Einwohnern (2003). Zehn dieser Stadtteile entstanden zwischen 1962 und 1967. O’Malley kam 1973 hinzu, Isaacs 1986.

## Stadtteile
| - Chifley - Curtin - Garran - Hughes - Farrer - Isaacs | - Lyons - Mawson - O’Malley - Pearce - Phillip - Torrens |

Koordinaten: 35° 20′ 42,8″ S, 149° 5′ 41,6″ O